# وزارة العدل (أوكرانيا)
وزارة العدل الأوكرانية (بالأوكرانية: Міністерство юстиції України)‏ هي الوزارة الرئيسية في نظام الحكومة المركزية بأوكرانيا التي تنظم السياسة القانونية للدولة. في الغالب يتم اختصارها باسم "Мinjust" [بأوكرانيا]. تُعد واحدة من أقدم المكاتب الوزارية في البلاد ويعود تاريخها إلى بداية القرن العشرين.

## الأهداف الأساسية
- ضمان تحقيق السياسة القانونية للدولة والسياسة في مجال ملاءمة تشريعات أوكرانيا مع تشريعات الاتحاد الأوروبي.
- إعداد المقترحات في إجراء الإصلاحات القانونية وتعزيز تطوير العلوم القانونية.
- ضمان حماية حقوق وحريات الإنسان والمواطن في المجال المحدد.
- إعداد المقترحات لتحسين التشريعات، وتنظيمها، وتطوير مشاريع الأفعال القانونية والاتفاقيات الدولية لأوكرانيا في الشؤون القانونية، وإجراء خبرة قانونية لمشاريع الأفعال القانونية، وتسجيل الدولة للأفعال القانونية، والحفاظ على سجل الدولة الموحد لهذه الأفعال.
- التخطيط من خلال مقترحات الهيئات المركزية الأخرى للسلطة التنفيذية للإجراءات والأفعال التشريعية لملاءمة تشريعات أوكرانيا مع تشريعات الاتحاد الأوروبي.
- تنسيق الإجراءات لتنفيذ البرنامج الوطني لملاءمة تشريعات أوكرانيا مع تشريعات الاتحاد الأوروبي.
- تنظيم تنفيذ قرارات القضاة والسلطات الأخرى (المسؤولين) وفقا للقوانين، والعمل مع الموارد البشرية، ودعم الخبراء للعدالة.
- تنظيم أداء كاتب العدل والسلطات في تسجيل أعمال الأحوال المدنية.
- تنمية المعلوماتية القانونية وتشكيل النظرة القانونية لدى المواطنين.
- تحقيق التعاون القانوني الدولي.

## وصلات خارجية
- الموقع الرسمي للوزارة الأوكرانية للعدل